# Лонпре-ле-Сек
Лонпре́-ле-Сек (фр. Longpré-le-Sec) — коммуна во Франции, находится в регионе Шампань — Арденны. Департамент — Об. Входит в состав кантона Эссуа. Округ коммуны — Труа.
Код INSEE коммуны — 10205.
Коммуна расположена приблизительно в 180 км к юго-востоку от Парижа, в 90 км южнее Шалон-ан-Шампани, в 36 км к востоку от Труа.

## Население
Население коммуны на 2008 год составляло 85 человек.
| 1962 | 1968 | 1975 | 1982 | 1990 | 1999 | 2008 |
| ---- | ---- | ---- | ---- | ---- | ---- | ---- |
| 117  | 129  | 108  | 100  | 92   | 80   | 85   |

## Экономика
В 2007 году среди 49 человек в трудоспособном возрасте (15—64 лет) 35 были экономически активными, 14 — неактивными (показатель активности — 71,4 %, в 1999 году было 70,8 %). Из 35 активных работали 34 человека (23 мужчины и 11 женщин), безработной была 1 женщина. Среди 14 неактивных 2 человека были учениками или студентами, 9 — пенсионерами, 3 были неактивными по другим причинам.

## Достопримечательности
- Церковь Сен-Пьер (XIII век). Памятник истории с 1987 года[3]

## Фотогалерея

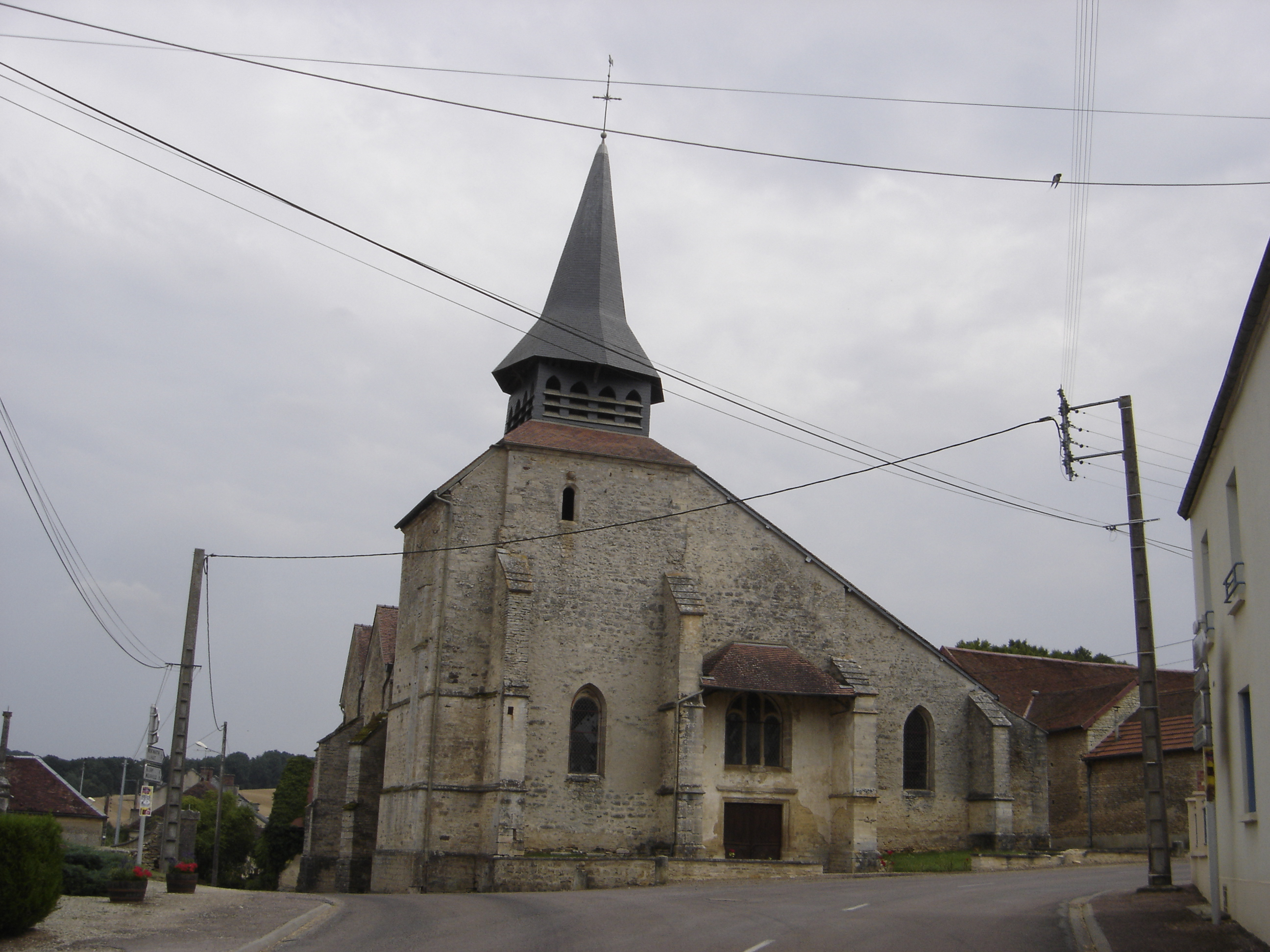
Церковь Сен-Пьер
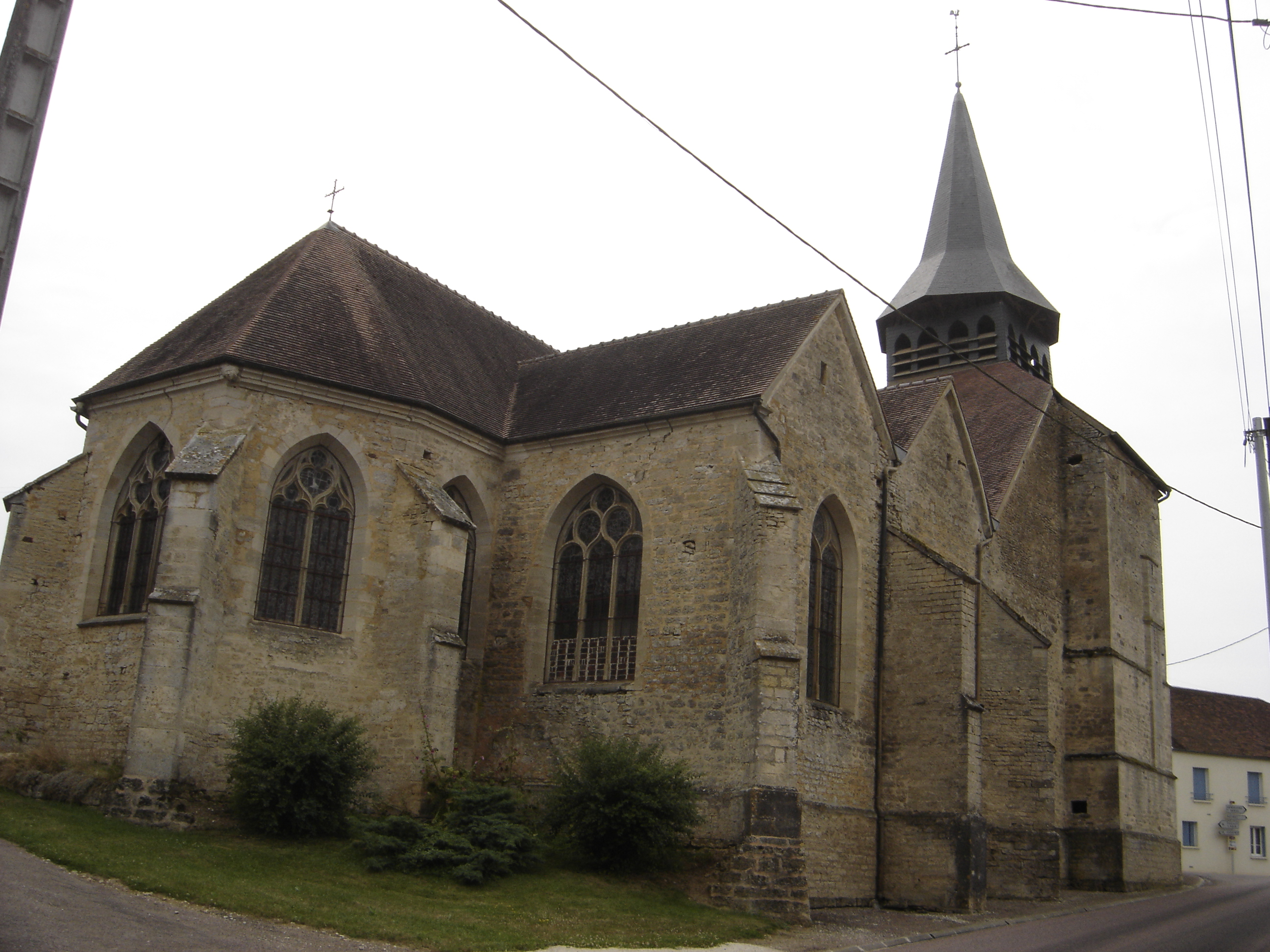
Церковь Сен-Пьер
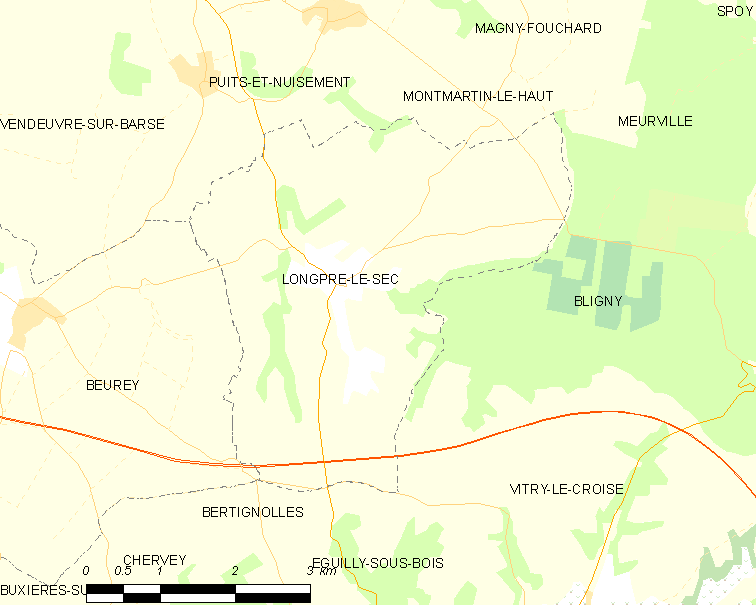
Карта коммуны